# Panathinaikos Athen B (Fußball)
Panathinaikos B (griechisch: Παναθηναϊκός Β anhörenⓘ) war die zweite Fußball-Männermannschaft von Panathinaikos Athen, die in der Super League 2, der zweithöchsten griechischen Spielklasse, spielte. Als Reserveteam eines Profiklubs war es der Mannschaft weder gestattet, in derselben Liga wie die erste Mannschaft zu spielen, noch am nationalen Pokalwettbewerb teilzunehmen.

## Geschichte
Im Juli 2021 stimmte der griechische Fußballverband einer Änderung zu, die es den Mitgliedsvereinen erlaubte je eine zweite Mannschaft zu gründen und mit dieser am Profibetrieb teilzunehmen. Daraufhin gründete Panathinaikos seine B-Mannschaft, die zu Beginn vorwiegend aus jungen Spielern aus den eigenen Nachwuchsakademien bestand. Die Mannschaft sollte dazu dienen junge Spieler für die erste Mannschaft vorzubereiten sowie Spielern aus der ersten Mannschaft nach längeren Verletzungspausen wieder an den Spielbetrieb heranzuführen.
Panathinaikos B nahm in der Spielzeit 2021/22 in der Gruppe Süd der zweigleisigen Super League 2 teil und erreichte nach Abschluss der Saison den 14. Tabellenplatz.
Die Saison 2023/24 schloss die Mannschaft auf einem Abstiegsplatz ab. Da der Verein kein Interesse hatte den Spielbetrieb in der Gamma Ethniki aufzunehmen, löste man die Mannschaft nach nur drei Jahren auf.

## Stadion
Seine Heimspiele trug der Verein im Athener Olympiastadion aus. Als Ausweichort wurde das Apostolos-Nikolaidis-Stadion angegeben.

## Saisonergebnisse
| Saison  | Liga                  | Platz | Punkte                             | Tore       |
| ------- | --------------------- | ----- | ---------------------------------- | ---------- |
| 2021/22 | Super League 2 – Süd  | 14.   | 34                                 | 30:40      |
| 2022/23 | Super League 2 – Nord | 8.    | 33                                 | 39:41      |
| 2023/24 | Super League 2 – Süd  | 12.   | 21 (Reguläre Saison) 20 (Play Out) | 19:36 6:11 |